# Вік любиш — не налюбишся
Вік любиш - не налюбишся. Пісні про кохання — студійний альбом українського етно-колективу Божичі.

## Перелік пісень
1. Я - птичка-невеличка (кант)
2. Орлиця (танець)
3. Ой ти дубе, та й кучерявий (протяжна)
4. Ой, за гаєм-гаєм давай посідаєм (жартівлива)
5. Уляно, Уляно, чого ходиш-блудиш (протяжна)
6. Да ходив комар по лугу (жартівлива)
7. Триколінний гопак (танець)
8. Не щебечи, соловейко (романс)
9. Да просив мене Герасим (жартівлива)
10. Да повінь, вітре, та й буйнесенький (протяжна)
11. Гречаники (танець)
12. Дівчина-красотка в розкошах жила (протяжна)
13. Да було в тьощі п'ять зятів (жартівлива)
14. Ой, на дубові та й гілки гнуться (протяжна)
15. Полька "двадцять третя" (танець)
16. Їхав козак на війноньку (протяжна)
17. Ішов козак із походу (жартівлива)
18. Сохне-в'яне да травушка (протяжна)